# Pistolet MCM Margolin
MCM Margolin – pistolet samopowtarzalny na amunicję bocznego zapłonu 22 LR przeznaczony do prowadzenia szkolenia strzeleckiego i amatorskiego uprawiania sportów strzeleckich. Skonstruowany w latach 40. XX w. przez Michaiła Margolina. Działa na zasadzie odrzutu zamka swobodnego. Przyrządy celownicze są regulowane (szczerbinka w poziomie, muszka w pionie).
Jest to broń o dość prostej konstrukcji, ze względu na niewysoką cenę bardzo popularna na strzelnicach i w klubach sportowych w Polsce. Choć Margolin zwykle określany jest raczej mianem broni szkoleniowej niż wyczynowej i pod wieloma względami ustępuje współczesnym konstrukcjom krótkiej broni sportowej, ma w Polsce liczną rzeszę zwolenników wśród strzelców wyczynowych. Do zalet Margolina można zaliczyć celność, trwałość, sporą tolerancję błędów podczas strzału, niską cenę, dużą tolerancję dla amunicji różnych producentów. Do wad – brak regulacji mechanizmu spustowego, kontrowersyjny, nieco niebezpieczny sposób regulacji muszki, zbyt małą masę. Do innych wad pistoletu zaliczyć należy: pękające iglice, wybijanie komory nabojowej przy oddawaniu strzałów „na sucho”, pękanie drobnych części jak pazur wyciągu lub łącznik zamka.

## Wersje
Produkcję pistoletu Margolina rozpoczęto w 1948 roku w Iżewsku od modelu MC 1. Pistolety produkowano w wersji z długą (180 mm) i krótką lufą (140 mm). Inna była też długość linii celowniczej w obu modelach, 203 mm dla wersji z długą lufą i 190 mm dla wersji z lufą krótką. W 1969 roku do produkcji weszła unowocześniona wersja MCM. Pistolet otrzymał lufę długości 152 mm i długość linii celowniczej 220 mm. Pistolet Margolina występował też w wersji MCU na nabój .22 Short, przeznaczony do konkurencji ISSF „pistolet szybkostrzelny”, a produkowany był od 1952 roku. Następną wersją produkowaną w Iżewsku była skrócona wersja MCM-K o nazwie Margo (МЦМ-К «Марго»), co było skrótem od słowa Margolin. Pistolet Margo ma lufę długości 97 mm. Na bazie tego pistoletu skonstruowano pistolet Dryl («Дрель») na nabój 5,45 × 18 mm PSM oraz jego wersję eksportową MP-449 na nabój .25 ACP.